# Bremenfly
Bremenfly war eine deutsche Fluggesellschaft mit Sitz am Flughafen Berlin-Schönefeld.

## Geschichte
Bremenfly wurde Anfang 2008 als Bremenfly GmbH am Flughafen Bremen gegründet und hatte im Januar 2009 ihre erste Boeing 737-400 mit dem Luftfahrzeugkennzeichen D-ABRE mit 168 Sitzplätzen erhalten. Am 15. April 2009 wurde der Fluggesellschaft ihre Betriebsgenehmigung erteilt. Der Erstflug der Bremenfly war ein Charterflug zum Finale des UEFA-Pokals am 20. Mai 2009 in Istanbul.
Im April 2010 wechselte der Firmensitz vom Flughafen Bremen zum Flughafen Berlin-Schönefeld.
Nachdem ursprünglich bereits zum Sommerflugplan 2009 eine weitere Maschine die Flotte ergänzen sollte, erhielt Bremenfly am 16. Juni 2010 mit der D-ABRF ihre zweite Boeing 737-400. Die Fluggesellschaft teilte mit, dass das Flugzeug durch die stetig steigenden Passagierzahlen und die zusätzlichen Vertragsabschlüsse im Vollcharter benötigt werde. Ein drittes Flugzeug desselben Typs sollte noch vor Jahresende zur Flotte stoßen. Mittelfristig sollten weitere Maschinen bedarfsgerecht die Flotte ergänzen.
Im September 2010 wurde bekannt, dass gegen den Geschäftsführer von Bremenfly ein Strafverfahren wegen des Verdachts besonders schwerer Untreue läuft. Daraufhin wurde der Flugbetrieb im November 2010 eingestellt.

## Ziele
Bremenfly bot vor allem Kurz- und Mittelstreckenflüge zu Städte- und Urlaubszielen für verschiedene deutsche Reiseveranstalter an. Die Flüge der Gesellschaft wurden ausschließlich im Charter durchgeführt. Von den deutschen Abflugorten Berlin-Schönefeld, Düsseldorf und München sowie aus weiteren europäischen Abflugorten ging es zu Zielen in der Türkei sowie nach Tel Aviv, Priština und in den Irak. Weitere Aktivitäten betrafen den Sonderflugverkehr (Ad-hoc-Charter).

## Flotte
Mit Stand August 2010 bestand die Flotte der Bremenfly aus zwei Flugzeugen:
- 2 Boeing 737-400 (Luftfahrzeugkennzeichen D-ABRE und D-ABRF)

Mit Stand Dezember 2010 waren keine Flugzeuge mehr auf Bremenfly registriert.